# 戸山公園

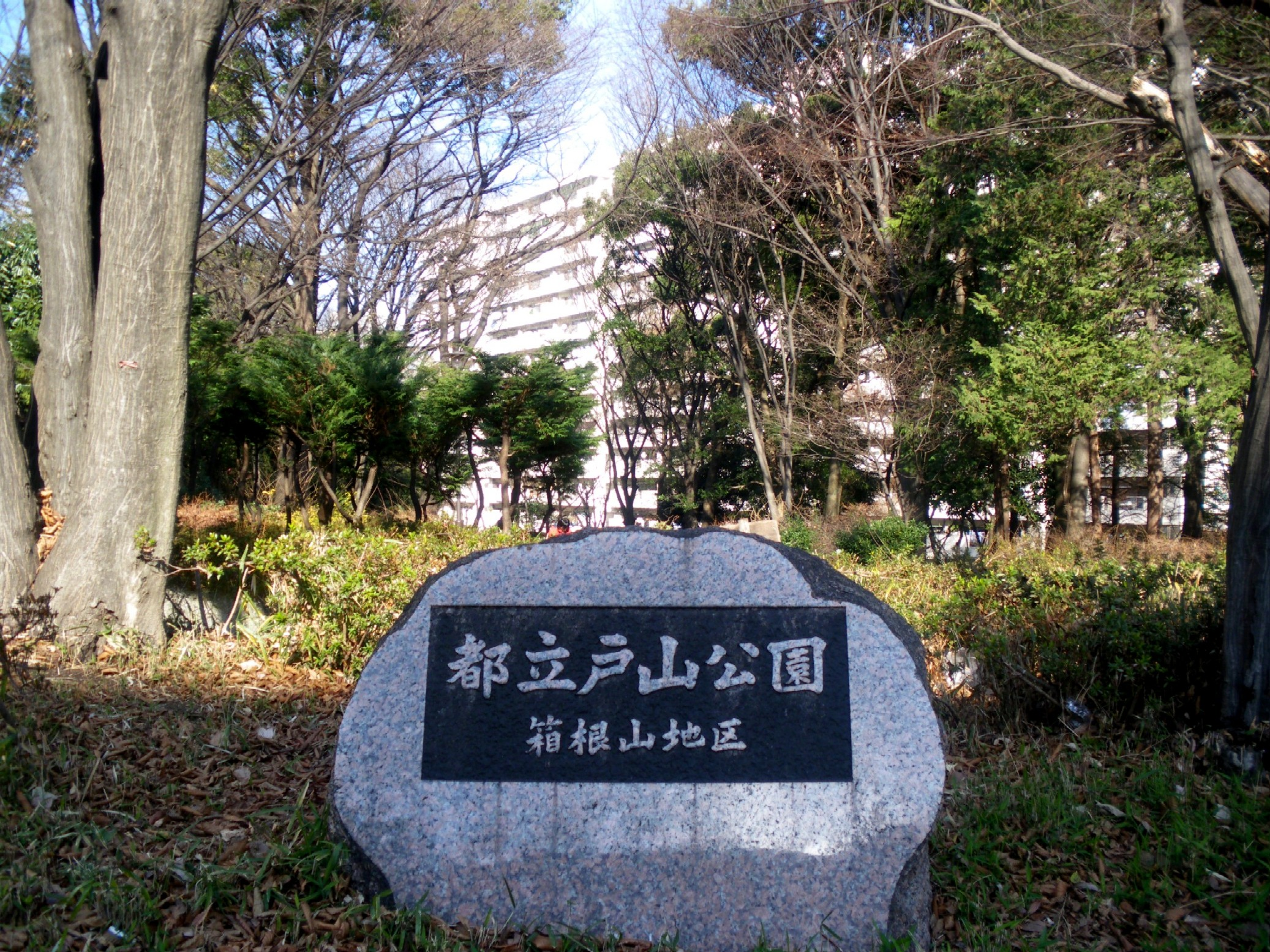
戸山公園（箱根山地区）入口

戸山公園（とやまこうえん）は、東京都新宿区にある都立公園である。敷地は明治通りを挟んで、大久保地区（西側）と箱根山地区（東側）に完全に分かれている。地名としては、戸山二丁目・三丁目と大久保三丁目にまたがる。

## 概要
当地一帯は、江戸時代には尾張藩徳川家の下屋敷であった。2代藩主徳川光友により、回遊式庭園「戸山荘」または「戸山山荘」として整備され、敷地内には箱根山に見立てた築山の玉円峰（現在の箱根山）、東海道の小田原宿を模した建物など二十五景がしつらえられた。寛政年間には11代将軍徳川家斉の訪問を受けるなど、水戸藩徳川家の小石川上屋敷と並ぶ有数の大名庭園であった。推定1798年9月の戸山山荘を描いた谷文晁による絵巻『紙本淡彩戸山山荘図』が現存しており、1981年に重要文化財に指定されている。その後は数度の火災や水害により荒廃したが、尾張藩の財政難などもあり復興されなかった。
明治維新後、戸山荘は明治政府に明け渡される。跡地には1873年（明治6年）に陸軍戸山学校が開かれ、太平洋戦争終結まで、陸軍軍医学校、陸軍の練兵場などに利用された。戦後、軍事施設はすべて廃止された。1949年（昭和24年）、跡地に戸山ハイツの建設が開始され、1954年（昭和29年）には敷地の一部を公園として整備し、「戸山公園」として開園した。
公園付近は、戸山ハイツといった団地や大学や高校といった文教施設や、社会体育館や障害者センターなど公的な施設が多い。多くは、戦前まで軍事施設が並んでいたところである。
公園には、遊具や緑地スペースのほか、標高44.6mの箱根山がある。
毎年10月の体育の日には、穴八幡宮の伝統行事であり、新宿区指定無形民俗文化財に指定されている流鏑馬が開催される。当日は穴八幡宮から戸山公園まで行列が練り歩き、大勢の観客で賑わう。また、箱根山付近は桜が多く植えられ、花見の名所となっている。

## 歴史
- 元禄年間 -　尾張徳川家の下屋敷に回遊式庭園「戸山荘」が出来る。
- 安政年間 -　火災により、焼失。以降再興はなされず。
- 1873年 -　屋敷跡に陸軍戸山学校が開校。一帯は、軍事施設が立ち並ぶ。
- 1945年 -　一連の軍事施設が廃止される。米軍の接収を経て、跡地は公園や住宅施設として整備される。
- 1954年8月16日 -　開園。

## 主な施設

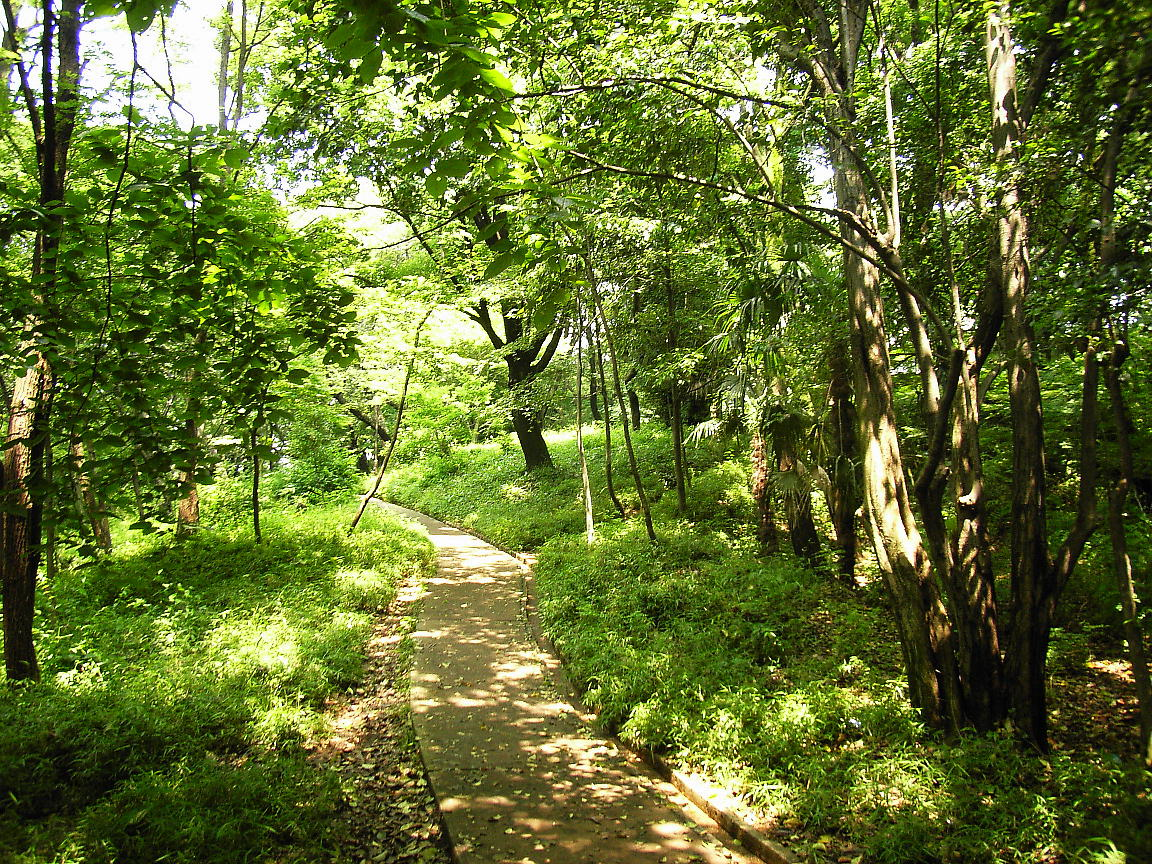
箱根山登山道

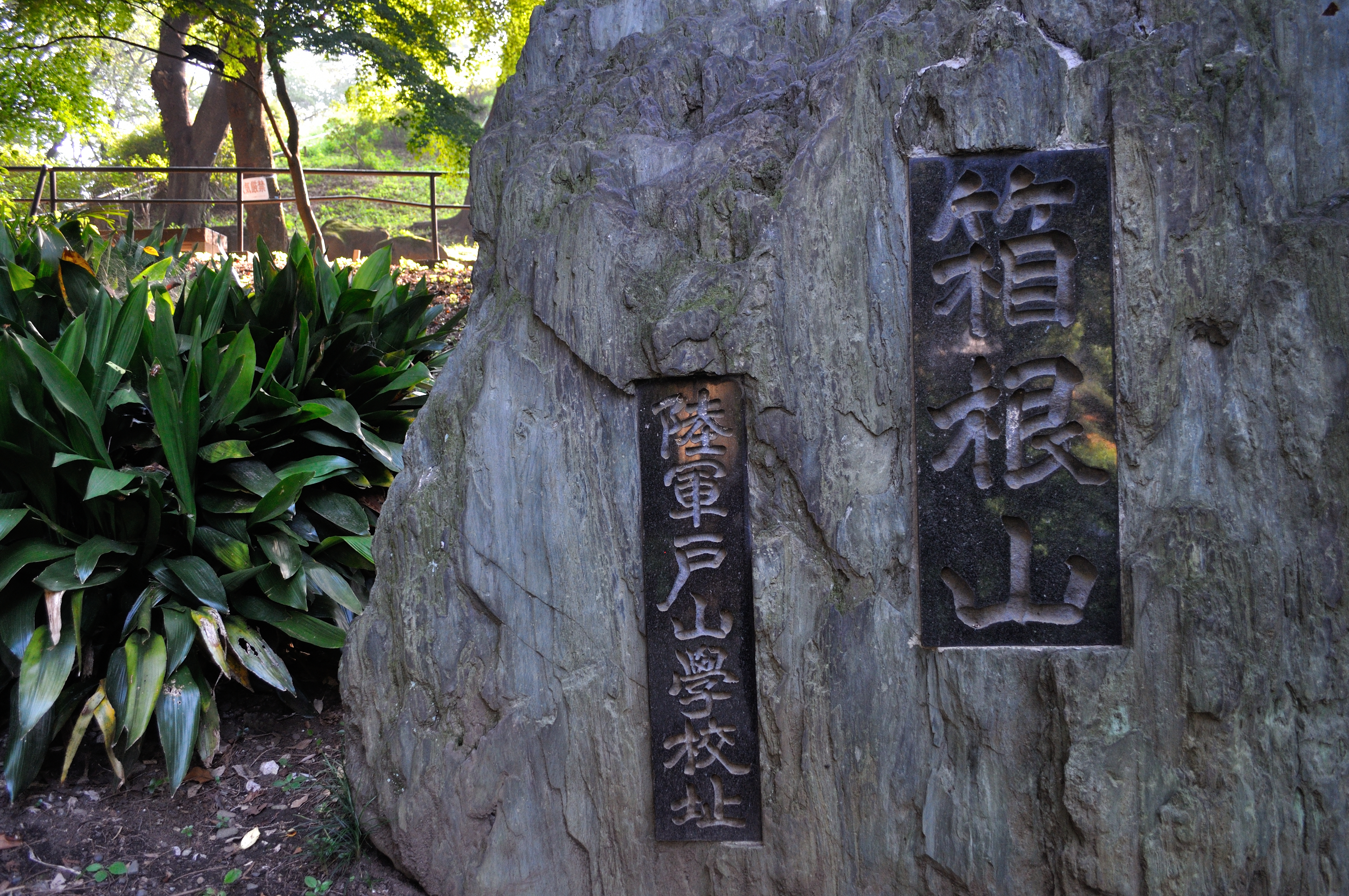
陸軍戸山学校記念碑

- 箱根山 - 江戸時代に作られた築山。標高44.6mと山手線内では一番高い地点。
- 陸軍戸山学校記念碑

## 近接施設

### 大久保地区
- 新宿スポーツセンター （新宿区立体育館。公園内にある。新宿コズミックセンターとは近距離にあり、名称も似ているが別の施設。）
- 新宿コズミックセンター（新宿区立体育館・教育センター。上階にはプラネタリウムを併設している。明治通りに面している。）
- 早稲田大学西早稲田キャンパス（理工学部）
- 海城中学校・高等学校
- 保善高等学校
- 毎日新聞社早稲田別館
- 東京ヘレン・ケラー協会

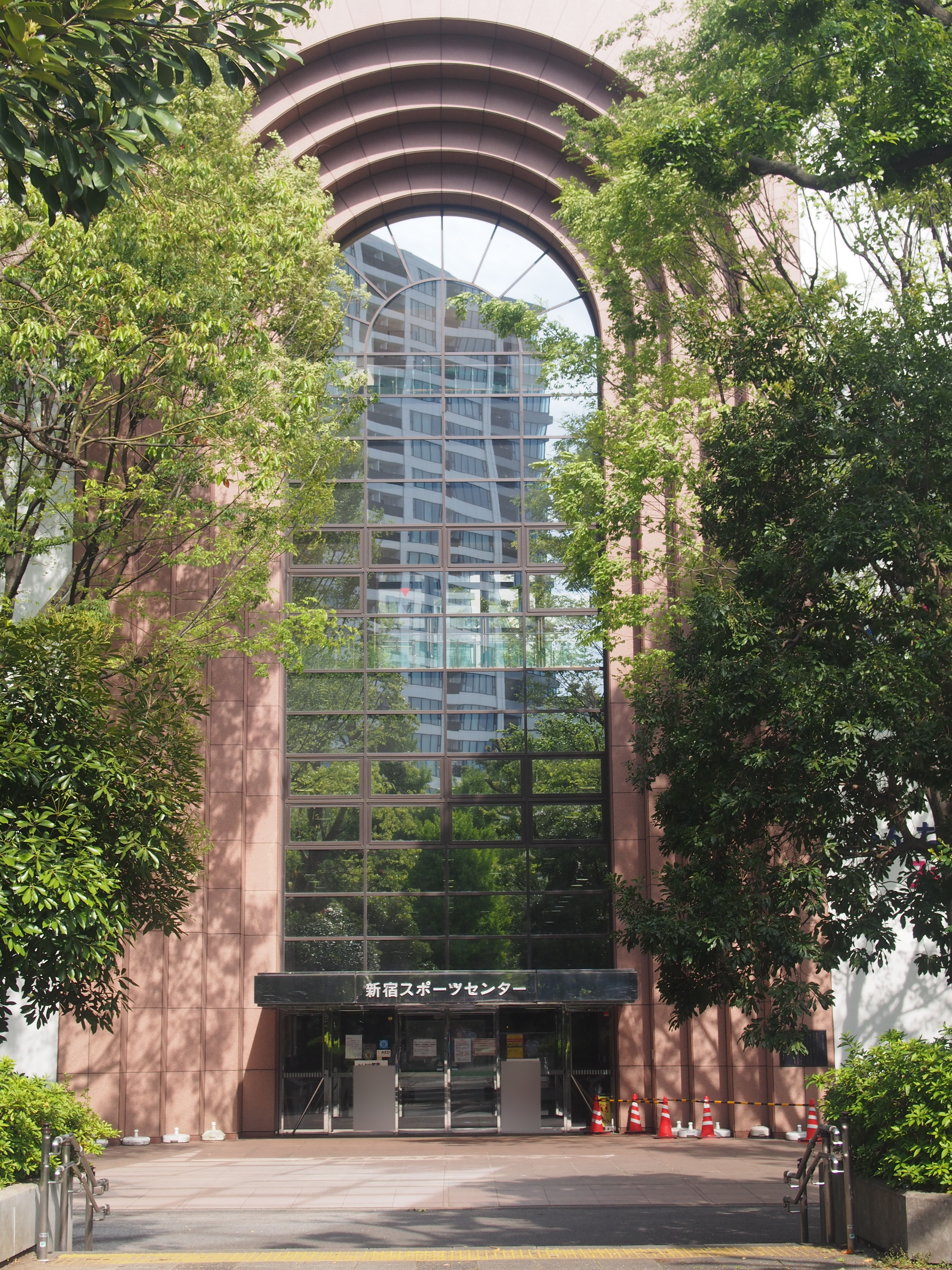
新宿スポーツセンター
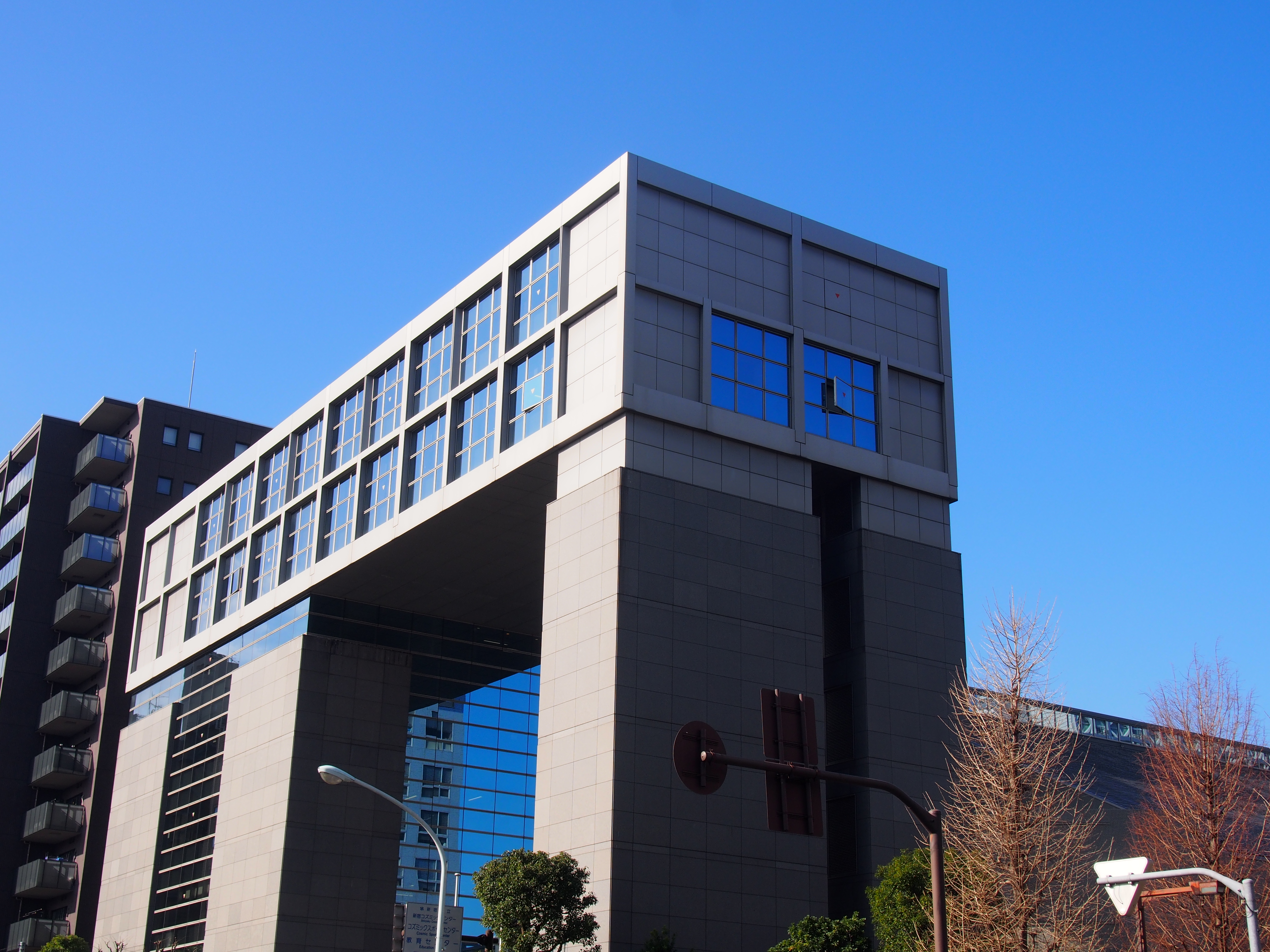
新宿コズミックセンター
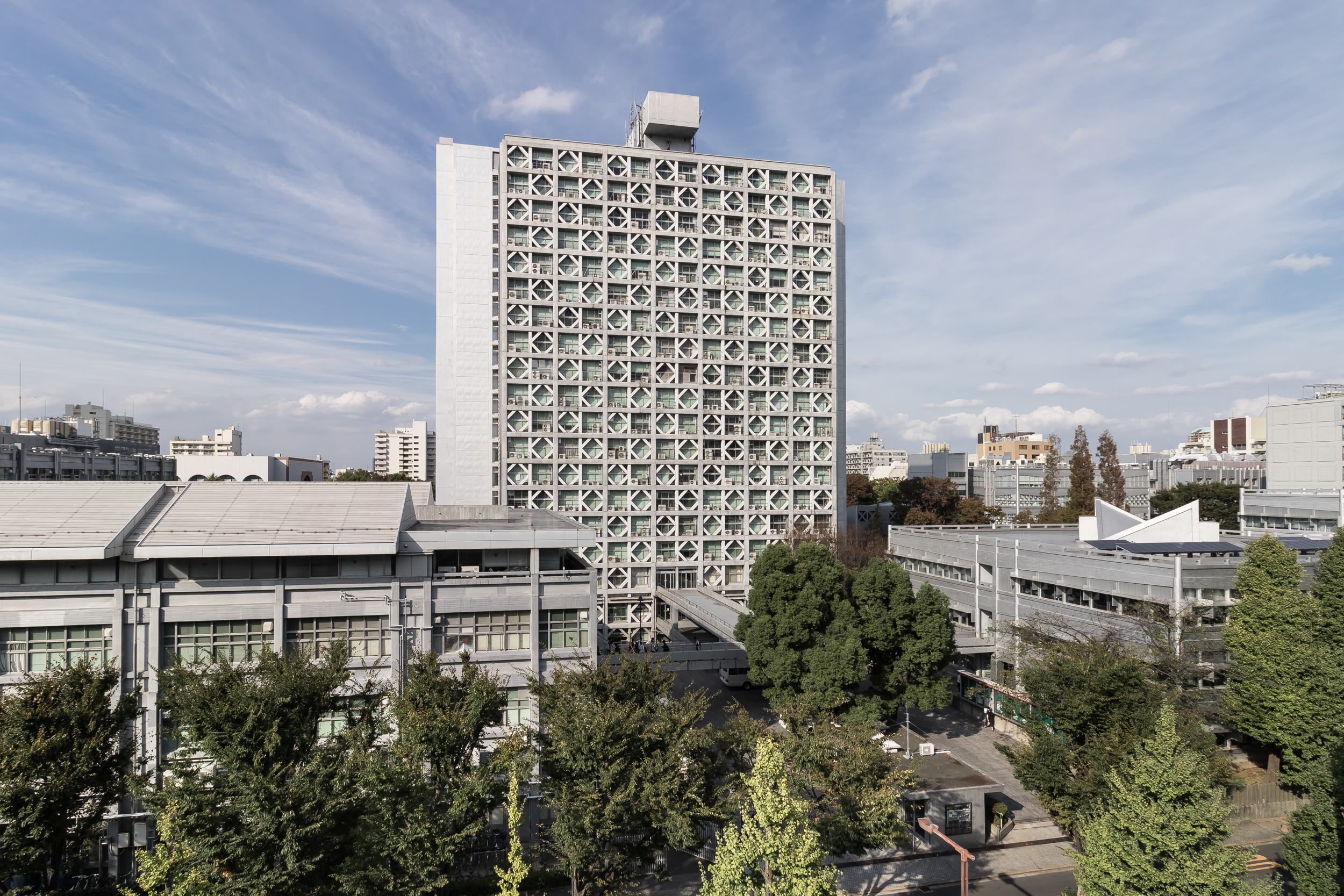
早稲田大学西早稲田キャンパス
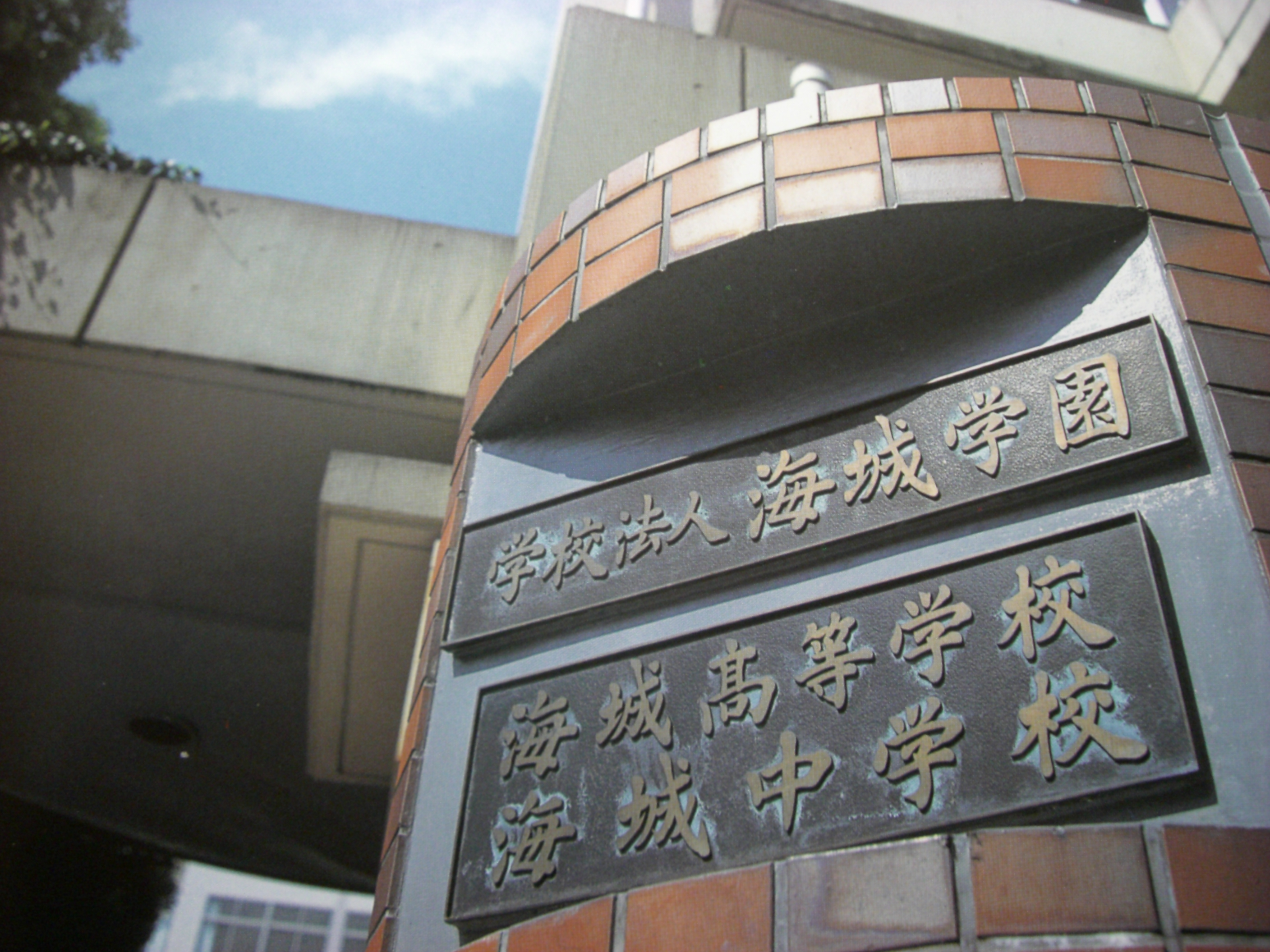
海城中学校・高等学校
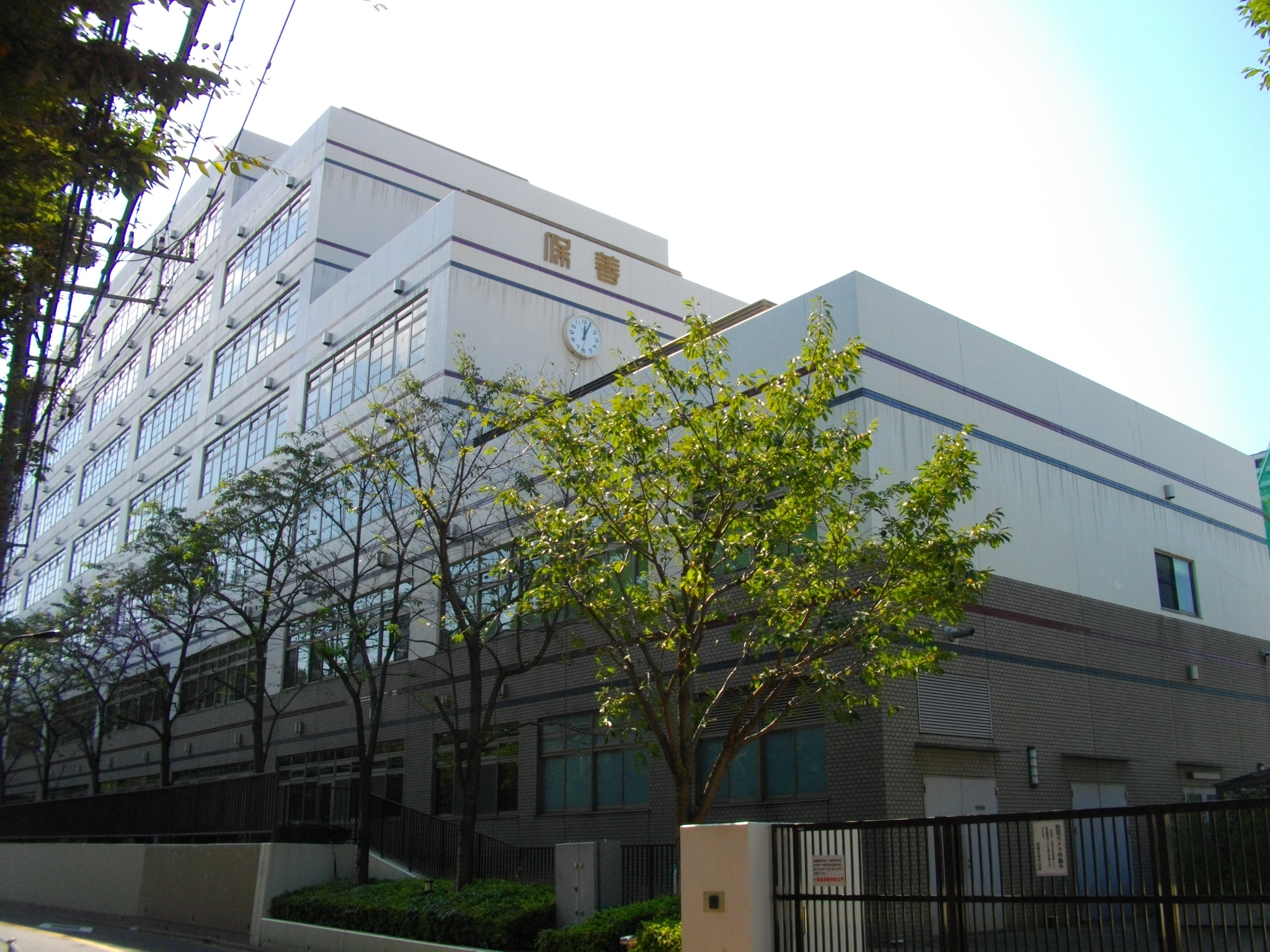
保善高等学校
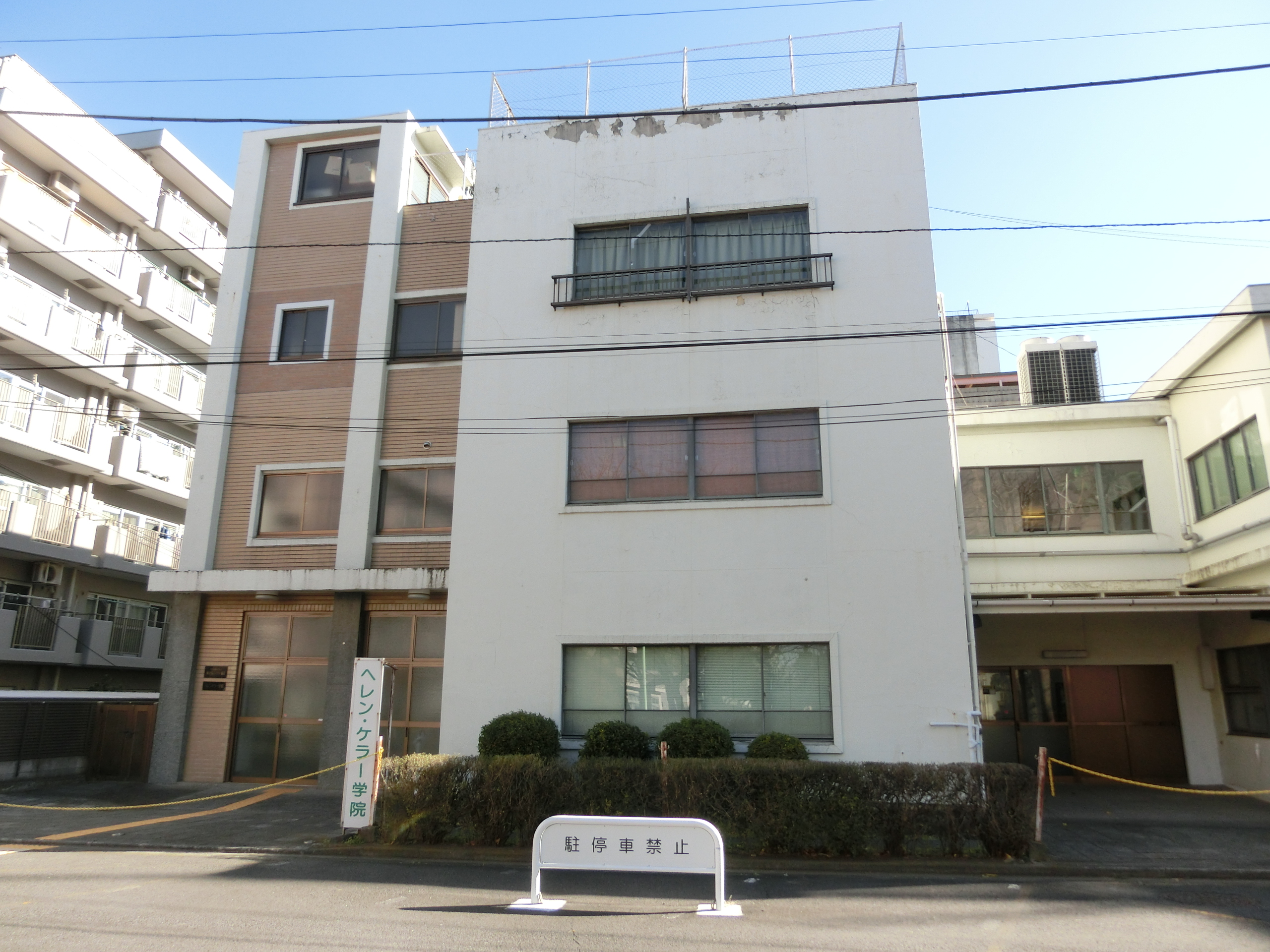
東京ヘレン・ケラー協会

### 箱根山地区

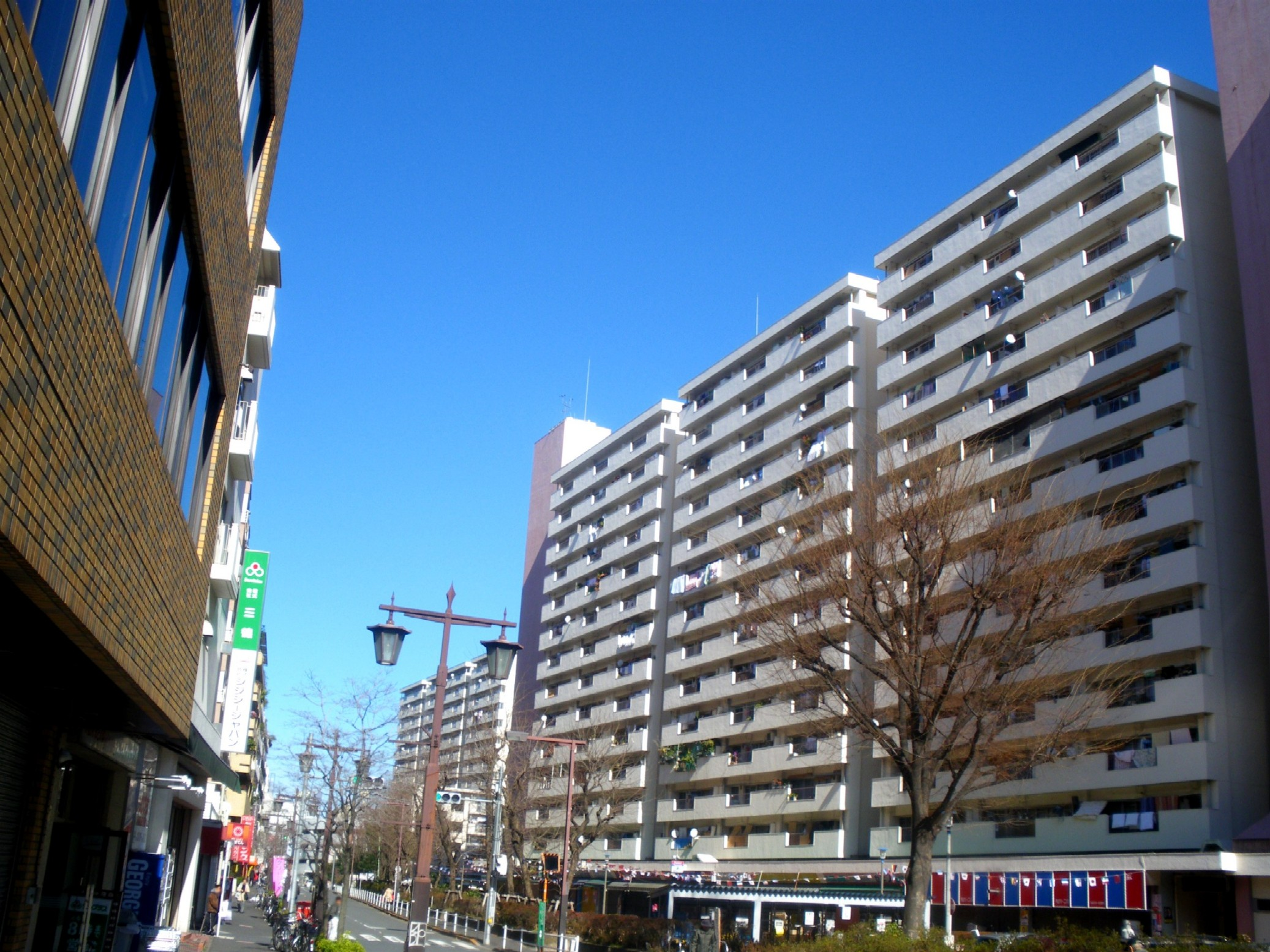
戸山ハイツ
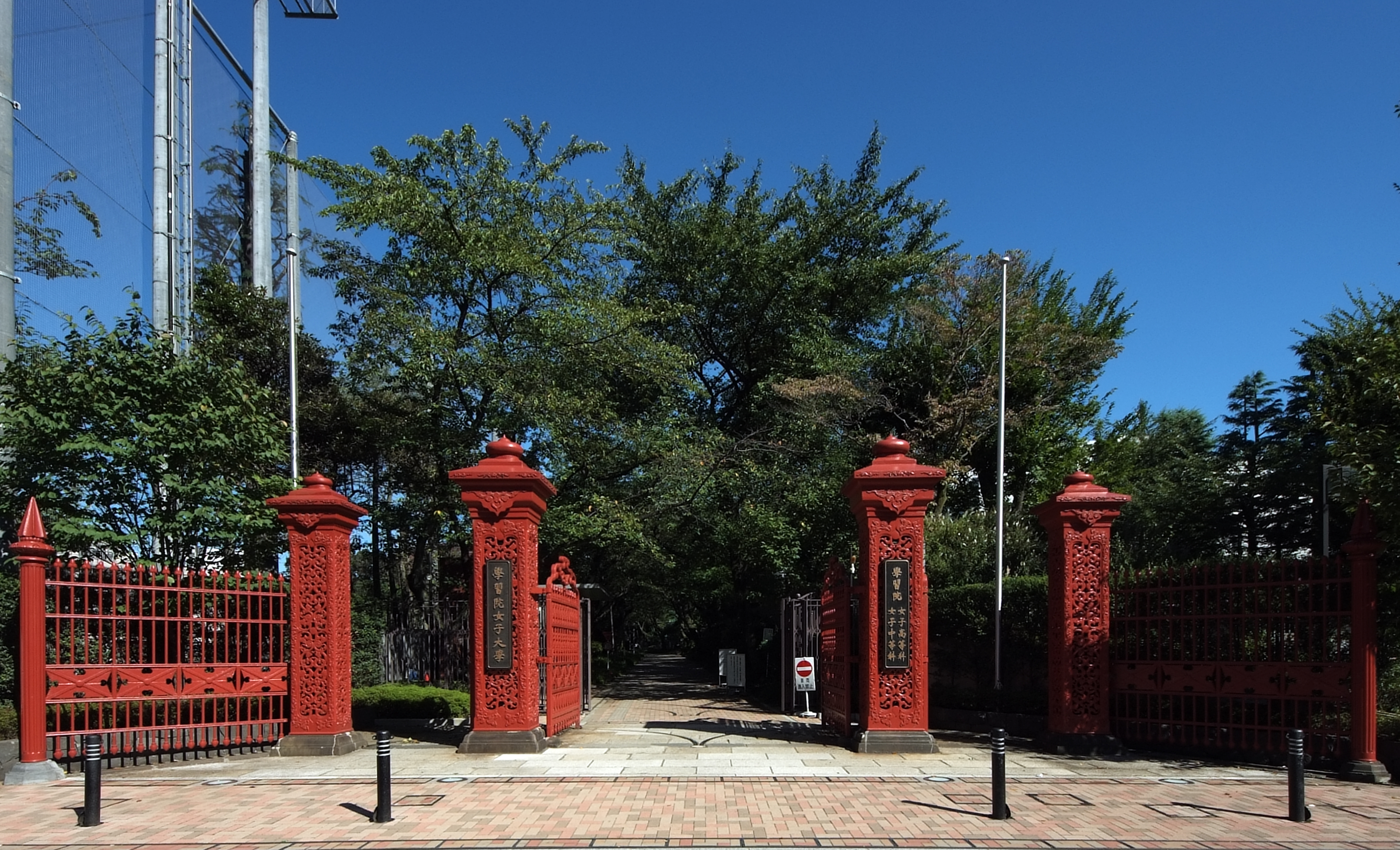
学習院女子大学
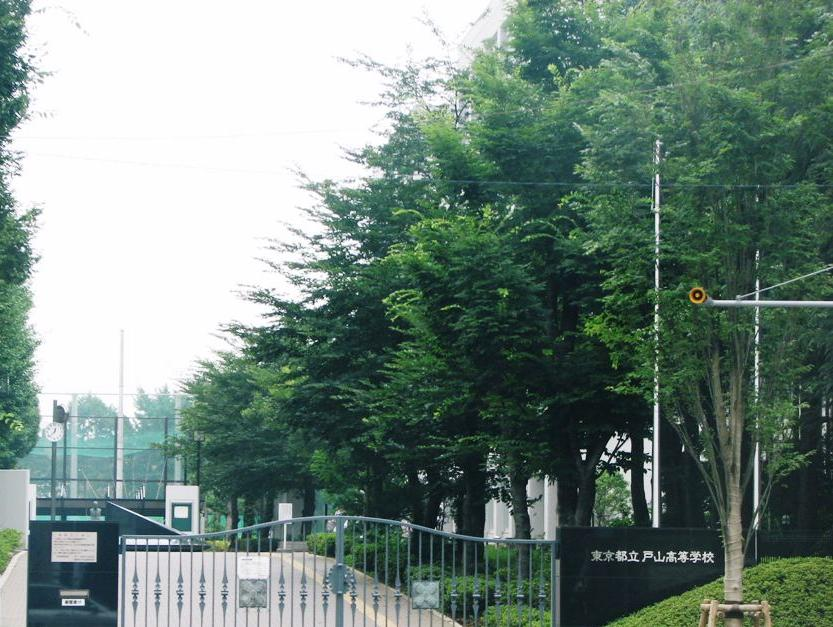
東京都立戸山高等学校
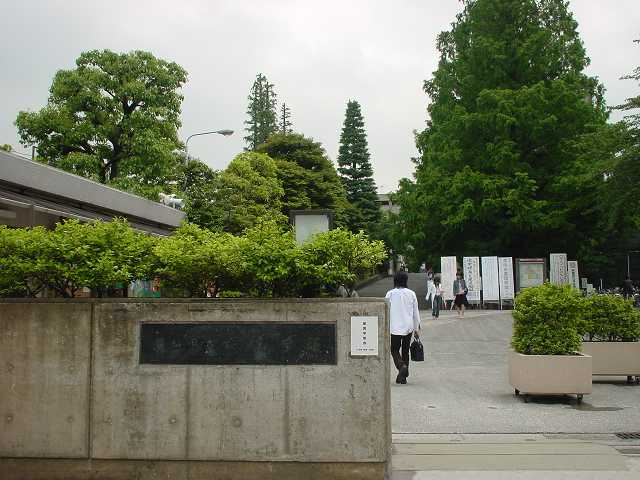
早稲田大学戸山キャンパス（文学部）
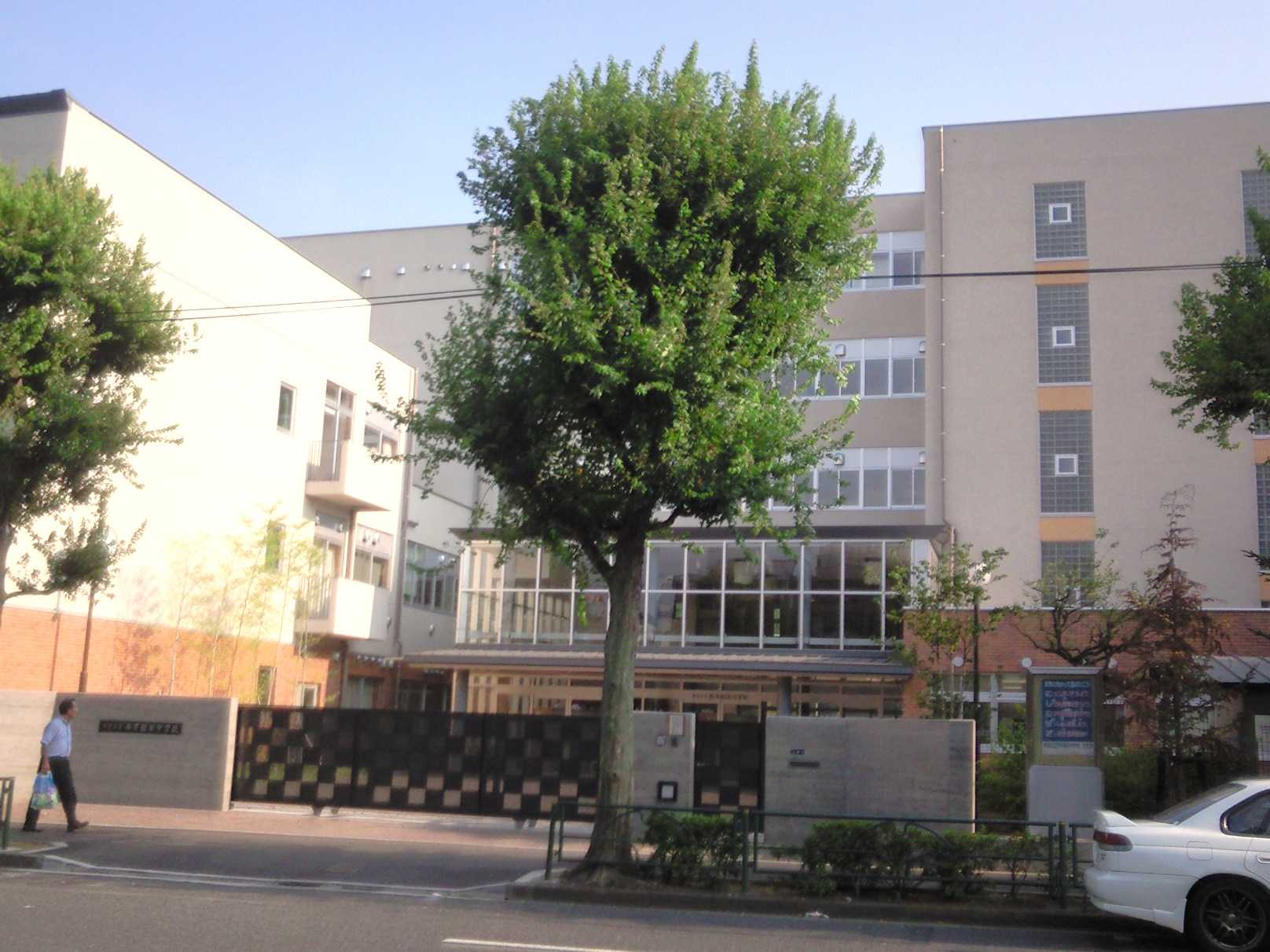
新宿区立西早稲田中学校

- 戸山ハイツ
- 学習院女子大学
- 東京都立戸山高等学校
- 早稲田大学戸山キャンパス
- 新宿区立西早稲田中学校

## アクセス
最寄りの公園出入口までのおよその時間を記す。

### 大久保地区
鉄道
- 東京メトロ副都心線西早稲田駅より徒歩1分
- JR山手線・西武新宿線・ 東京メトロ東西線高田馬場駅より徒歩10分

バス(
- 高71（高田馬場駅 - 九段下）、早77（新宿駅西口 - 早稲田）、池86(渋谷駅 -池袋駅東口)学習院女子大学前より徒歩2分

### 箱根山地区
鉄道
- 東京メトロ東西線早稲田駅より徒歩10分（北側）
- 東京メトロ副都心線東新宿駅より徒歩5分（南側）
- 山手線高田馬場駅より徒歩25分
- 都営地下鉄大江戸線若松河田駅より徒歩15分

バス
- 高71（高田馬場駅 - 九段下）、早77（新宿駅西口 - 早稲田）、池86(渋谷駅 -池袋駅東口)、橋63（小滝橋車庫 -新橋駅）、飯62（小滝橋車庫 -都営飯田橋駅)、宿74（新宿駅西口 - 東京女子医大前）大久保通りより徒歩1分（南側）
- 学02（高田馬場駅 - 早大正門）など馬場下町より徒歩7分（北側）

## 利用時間・料金
大久保地区・箱根山地区のいずれも常時開園。入場無料。

## 関連作品

### 小説
- 西山ガラシャ『公方様のお通り抜け』日本経済新聞出版社 2016年 - 第7回（2015年）日経小説大賞受賞、尾張藩徳川家下屋敷「戸山荘」造園をテーマにした時代小説